# Бандельверк

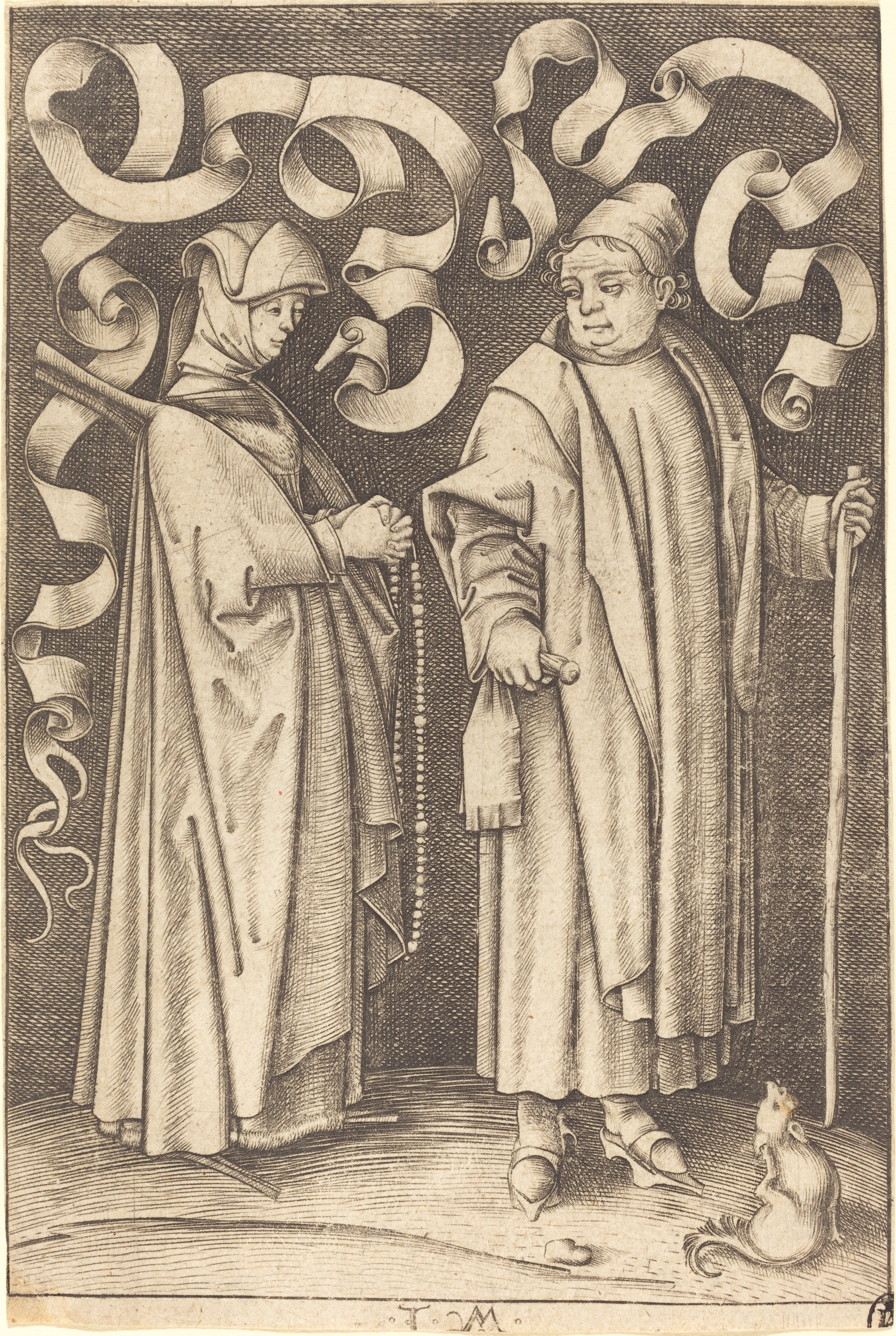
Бандельверк. Исраэль ван Мекенем. Прихожане. Ок. 1497 г. Гравюра резцом на меди

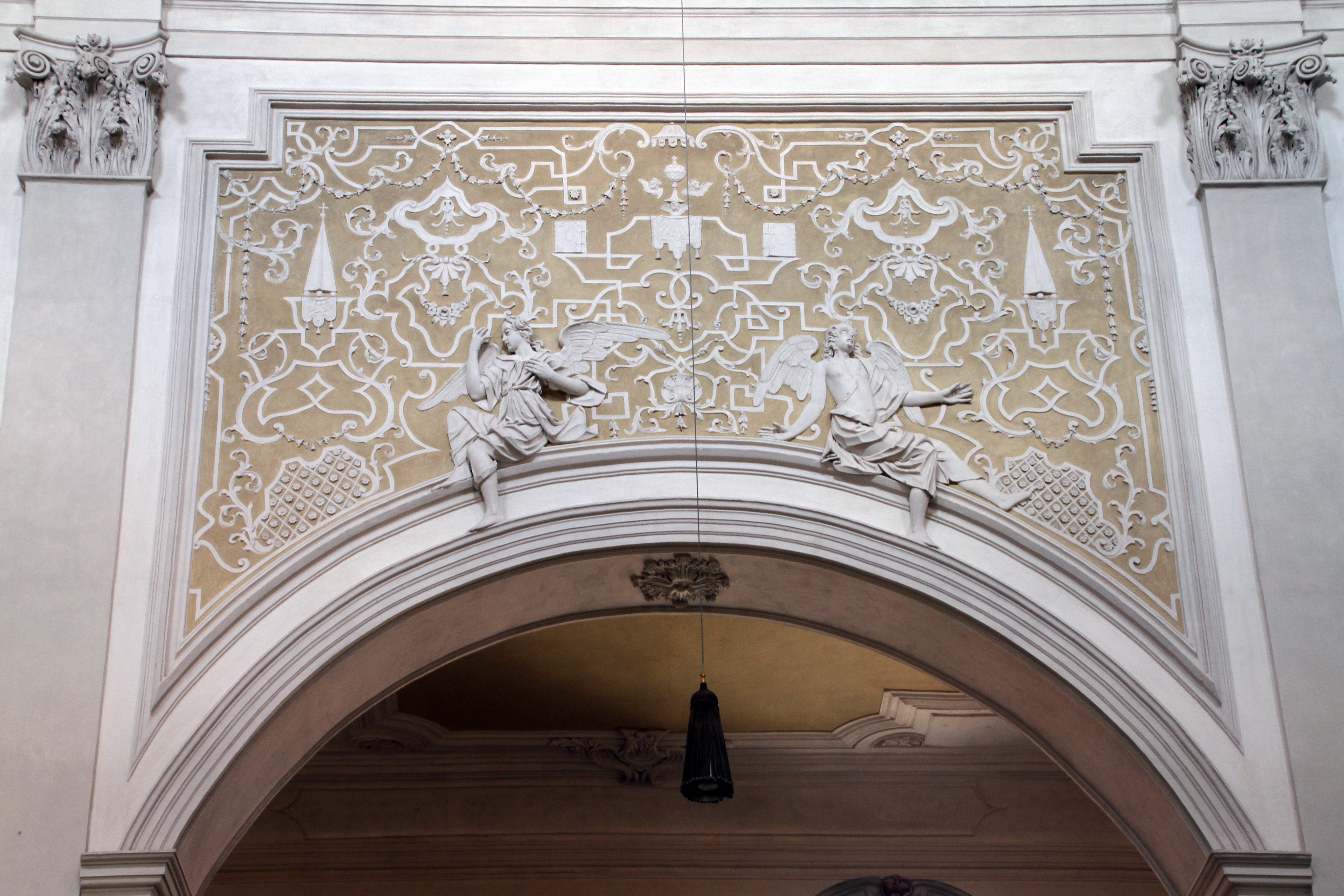
Бамберг,Германия

Бандельве́рк (нем. Bandelwerk, от Band, Bändel — повязка, лента и Werk — работа, изделие) — декоративный мотив, элемент орнамента в виде переплетающихся лент. Исторический прототип бандельверка — бандероль (фр. banderole, от bande — полоса, лента) — декоративный мотив в виде извивающейся ленты, полосы ткани. Бандероли помещали на многие изделия, например на расписные блюда итальянской майолики XV—XVI веков, в частности, на «свадебные тарели». На таких бандеролях размещали надписи, девизы. В XVII столетии, в искусстве стиля барокко, бандероли помещали в архитектуре: на фасадах зданий либо в интерьерах с памятными надписями и датами. Такие бандероли «держат» аллегорические фигуры в скульптуре и живописи. Близкий мотив — бандероль, завязанная в форме банта, изображающая перевязь, подвеску для каких-либо атрибутов, например, музыкальных инструментов (аллегория искусства музыки) или садовых инструментов (эмблема садоводства и «сельского стиля»).
Ещё один близкий мотив — рольверк («свёрток») в виде скрученной ленты или полуразвёрнутого рулона бумаги или ткани. Близок картушу. Мотивы ленточного плетения получили распространение в Средневековье, в искусстве готического стиля, в искусстве итальянского Возрождения, во Франции — в школе Фонтенбло, а затем в стилях французского Регентства и рококо. В искусстве XVII века бандельверки вместе с другими мотивами использовали рисовальщики-орнаменталисты и гравёры: Жан Лепотр, а затем Жан Берен Старший.